# Scipio Houtman
Scipio Houtman (Ámsterdam, 26 de mayo de 1998) es un deportista neerlandés que compite en vela en la clase Nacra 17. Ganó una medalla de oro en el Campeonato Europeo de Nacra 17 de 2024.

## Palmarés internacional
| \| Campeonato Europeo \| Campeonato Europeo \| Campeonato Europeo \| Campeonato Europeo \| \| Año \| Lugar \| Medalla \| Clase \| \| ------------------ \| ------------------ \| ------------------ \| ------------------ \| \| 2024 \| Palermo (Italia) \| Medalla de oro \| Nacra 17 \| |                  |                |          |
| Campeonato Europeo |                  |                |          |
| Año | Lugar            | Medalla        | Clase    |
| 2024 | Palermo (Italia) | Medalla de oro | Nacra 17 |